# Alma mater

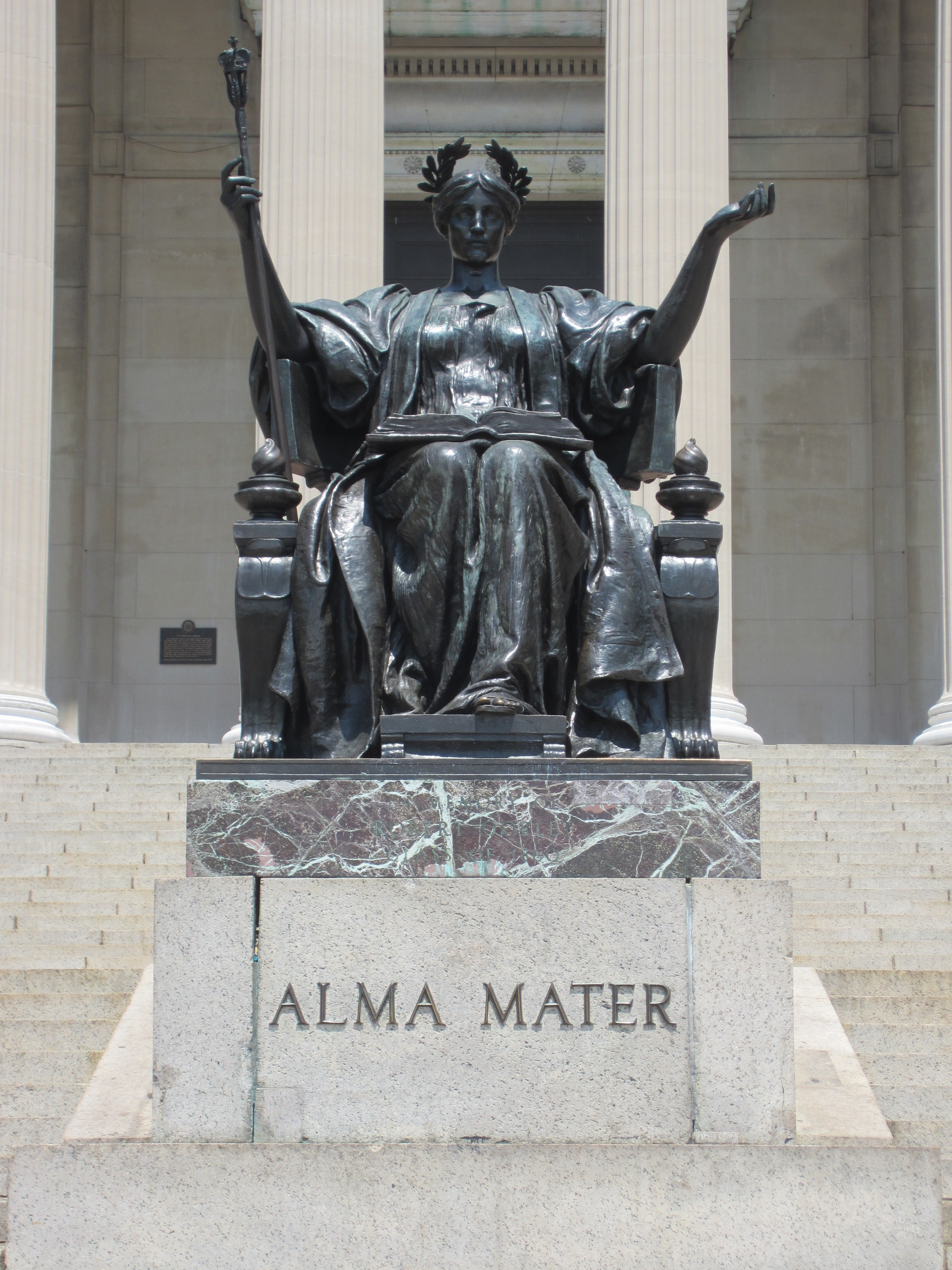
Staty av Daniel Chester French från 1903 utanför Columbia University i New York.

Alma mater (latin, ungefär "hulda moder",  egentligen "den milda modern") är ett hedersnamn och en poetisk beteckning för universitet och högskolor eller för att beteckna det universitetet en person har studerat vid. Det var också ett romerskt tillnamn för vissa gudinnor.
Lärosäten kallas alma mater som en metafor, där lärosätet (den närande modern) när studenterna (dess barn) med bildning och vetande. I denna form stammar uttrycket från Universitetet i Bologna vars motto är Alma mater studiorum. Universitetet grundades 1088 och är därmed västvärldens äldsta ännu existerande universitet.
Alma mater är besläktad med ordet alumnus (alumn), som ofta används för en elev som har fullgjort sin skolgång.